# فيلقية فالونية
فيلقية فالونية (الاسم العلمي: Legionella fallonii) هي نوع من البكتيريا يتبع جنس الفيلقية من الفصيلة الفيالقية. تم عزلها من نظام تكييف الهواء لسفينة.